# Obrona Chojnic
Obrona Chojnic 1939 – działania zbrojne prowadzone 1 września 1939 r. podczas wojny obronnej 1939 r. mające doprowadzić do obrony miasta przed niemieckimi wojskami

## Geneza
Przygotowania obronne granicy na Pomorzu prowadzone przez polskie władze rozpoczęły się dość późno, co miało bardzo duży wpływ na przyszłe działania wojenne prowadzone na tym obszarze. Rejon Chojnic znalazł się w pasie działania Grupy Operacyjnej „Czersk” pod dowództwem gen. bryg. Stanisława Grzmota-Skotnickiego. W jej skład wchodziła Pomorska Brygada Kawalerii płk. Adama Zakrzewskiego, kilka samodzielnych batalionów piechoty i bataliony Obrony Narodowej. Zadaniem GO „Czersk” miało być opóźnienie natarcia wojsk niemieckich w pasie obrony w północno-zachodniej części Pomorza. 25 sierpnia powstał Oddział Wydzielony „Chojnice” pod dowództwem płk. dypl. Tadeusza Majewskiego, składający się z następujących jednostek:
- 1 batalion strzelców – d-ca ppłk Gustaw Zacny
- batalion ON „Czersk”
- batalion ON „Tuchola”
- kompania saperów KOP „Hoszcza” – d-ca Tadeusz Janiczek
- 2 baterie 11 dywizjonu artylerii konnej
- I dywizjon 9 pułku artylerii lekkiej ze składu 9 Dywizji Piechoty

Zadaniem OW „Chojnice” była obrona Chojnic i okolic miasta. Na tym odcinku obrony polskie dowództwo spodziewało się największego naporu Niemców, dlatego 1 bs wraz z bat. ON „Czersk” obsadziły Chojnice (przed wojną 1 bs stacjonował w tym mieście).
Strona niemiecka postrzegała Chojnice, stanowiące duży węzeł komunikacyjny, jako ważny punkt strategiczny. Jednoczesne zajęcie stacji węzłowych Chojnic i Tczewa, leżących na tranzytowej linii kolejowej Berlin-Królewiec, miało przynieść duże korzyści strategiczne, polegające na uzyskaniu bezpośredniego połączenia terytorium Niemiec z Prusami Wschodnimi, zaś wojskom polskim bardzo niekorzystne efekty w postaci odcięcia jednostek działających w północnej części Pomorza od tych, które walczyły na południu. Niemcy liczyli na szybkie i względnie łatwe opanowanie Chojnic ze względu na ich przygraniczne położenie. Sprzyjającymi czynnikami miały być zaskoczenie, przewaga militarna oraz informacje siatki wywiadowczej działającej na terenie miasta i okolic. Do ataku na Chojnice szykowała się 20 Dywizja Zmotoryzowana pod dowództwem gen. Mauritza von Wiktorina ze składu XIX Korpusu Pancernego gen. Heinza Guderiana.

## Obrona miasta
Niemcy w celu niespodziewanego opanowania Chojnic postanowili zastosować pewien fortel, polegający na podmianie pociągu pasażerskiego, który kursował przez miasto każdego dnia, na pociąg pancerny z załogą desantową. W tym celu około godz. 4:15 dyżurny ruchu niemieckiej stacji kolejowej Wierzchowo zgłosił Polakom odejście tranzytowego pociągu pośpiesznego do Chojnic. Na stację w Chojnicach wjechał jednak o godz. 4:45 niemiecki pociąg pancerny o symbolu PZ 3 poprzedzany przez opancerzoną drezynę. Po obsadzeniu częścią załogi dworca kolejowego, gdzie wzięto do niewoli pasażerów, kilku nieuzbrojonych żołnierzy, kolejarzy i cywilów, Niemcy ruszyli w stronę Rytla. Zaalarmowane oddziały polskie przystąpiły do przeciwdziałania. Odwodowa kompania 1 bs przystąpiła do ataku na dworzec, a saperzy z komp. sap. KOP „Hoszcza” wysadzili most kolejowy. W rezultacie pociąg pancerny nie mógł kontynuować dalszej jazdy i był zmuszony zawrócić w kierunku Chojnic. Natomiast sytuacja w mieście została prawie opanowana. Niemieccy żołnierze zostali wyparci z okolic dworca i wycofali się do budynku stacyjnego. Zasłaniając się wziętymi do niewoli Polakami, zdołali dotrzeć do pociągu pancernego, który niezwłocznie ruszył w kierunku granicy. Nie zdołał jednak do niej dojechać, gdyż wysadzono w powietrze wiadukt kolejowy nad szosą Lichnowską. W tym czasie do tego rejonu zostało podprowadzone działo 75 mm, które na torze między stacją a wiaduktem nad szosą do Angowic unieruchomiło i wyeliminowało pociąg z dalszej walki. Jego załoga poniosła duże straty, ale z pomocą zdołały dotrzeć pierwsze oddziały niemieckiej 20 DZmot. Natomiast drezyna pancerna dojechała do Rytla, ale została skierowana na ślepy tor i jej załoga, po krótkiej walce, została wzięta do niewoli przez polskich żołnierzy i kolejarzy.
Tymczasem na odcinku obrony GO „Czersk” oddziały OW „Chojnice” toczyły ciężkie walki o Chojnice z nacierającymi głównymi siłami niemieckiej 20 DZmot, które były wspomagane przez miejscowe oddziały dywersyjne. W celu skutecznego wykonania powierzonego zadania płk dypl. T. Majewski przydzielony mu rejon obrony podzielił na 2 odcinki: północny i południowy, które stanowiły centrum obrony oraz utworzył 2 grupy osłony skrzydeł. Osłonę lewego skrzydła odcinka południowego zapewniał 18 p.uł. wraz z przydzieloną 2 baterią 11 dak. Odcinek obrony liczył prawie 8 km od południowego skraju Chojnic bronionych przez 1 bs do wsi Zamarte obsadzonej przez pododdział Straży Granicznej. Zadanie brzmiało następująco: Z zajmowanego rejonu stale, a w szczególności w nocy rozpoznawać patrolami na kierunku Moszczenica-Doręgowice do linii szosy Zamarte-Chojnice, celem ubezpieczenia południowego pasa działania Chojnice i stwierdzenia ewentualnego ruchu npla. W wypadku rozpoczęcia akcji przez nieprzyjaciela siły przejść miały do rejonu Doręgowice-Moszczenica i osłaniać obronę Chojnic. Pod naporem przeważających sił nieprzyjaciela miały powstrzymywać go na kierunku Lichnowy-Granowo-Sternowo-Rytel. Jednakże pomimo liczebnej i technicznej przewagi natarcie na głównym odcinku obrony miasta nie przyniosły Niemcom oczekiwanych rezultatów. W bohaterskiej walce, niszcząc niemieckie wozy pancerne, zginął dowódca plutonu ppanc. ppor. Roman Ciesielski. Zażarte walki trwały na odcinku między szosą do Charzyków a jeziorem. Dochodziło tam do bezpośredniej walki wręcz. Ostatecznie pierwsza linia obrony została przez polskie oddziały utrzymana do godz. 14:00, kiedy 1 bs – odsłonięty od południa – musiał się wycofać na drugą linię obrony. Wobec narastającej przewagi Niemców, aby nie dopuścić do całkowitego zniszczenia polskich wojsk, ok. godz. 14 gen. S. Grzmot-Skotnicki wydał rozkaz opuszczenia miasta oraz odwrotu 1 bs (ok. godz. 15:00) i batalionu ON „Czersk” (ok. godz. 17:00) w rejon Rytla.
Niemiecki pościg za wycofującymi się polskimi oddziałami powstrzymał 18 pułk Ułanów Pomorskich pod dowództwem płk. Kazimierza Mastalerza, który zajmował pozycje na lewym skrzydle obrony Chojnic. W godzinach popołudniowych przeprowadził on szarżę częścią pułku w rejonie miejscowości Krojanty (patrz: bitwa pod Krojantami). Pościg zatrzymano, ale szarżujące szwadrony dostały się pod ogień niemieckich samochodów pancernych, ponosząc ciężkie straty (m.in. zginął płk K. Mastalerz). Wycofujące się oddziały zgrupowania chojnickiego uniknęły odcięcia od pozostałych jednostek Armii „Pomorze”.
W nocy z 1 na 2 września 1939 r. dowódca GO „Czersk” otrzymał od gen. dyw. Władysława Bortnowskiego rozkaz odwrotu z rejonu Chojnice – Rytel – Czersk w okolice Jezior Cekcyńskich.

## Podsumowanie
Ugrupowanie obronne OW „Chojnice” okazało się źle rozmieszczone, gdyż już w pierwszych godzinach niemieckiego ataku zarysował się widoczny nacisk na skrzydła pierwszej linii obronnej, a nie – jak przewidywał płk dypl. T. Majewski – na środkowy odcinek. Jednakże pomimo tego obrona Chojnic i okolic tak niewielkimi siłami miała znaczący wpływ dla działań obronnych wojsk polskich walczących na Pomorzu. Zadania postawione przed żołnierzami OW „Chojnice” zostały w pełni wykonane, gdyż dały czas na wycofanie się pozostałych oddziałów. Zagwarantowały one także północnym jednostkom Armii „Pomorze” bezpieczeństwo i pewność, że nie zostaną one okrążone od południa, a tym samym odcięte od reszty kraju.